# 貝雷日尼夫卡
49°13′9″N 34°6′26″E / 49.21917°N 34.10722°E
贝雷日尼夫卡（烏克蘭語：Бережнівка），是烏克蘭的村落，位於該國中部波爾塔瓦州，由波爾塔瓦區比利基市镇負責管轄，處於沃夫恰河畔，分別距離科洛季亞日涅0.5公里和德拉比尼夫卡2.5公里，海拔高度81米，2001年人口958。